# Palaeaspilates reducta
Palaeaspilates reducta là một loài bướm đêm trong họ Geometridae.